# Заболотне (Тульчинський район)
Заболо́тне (до 1929 року — Чоботарка) — село в Україні, у Крижопільській селищній громаді Тульчинського району Вінницької області, адміністративний центр Заболотненського старостинського округу. До 2020 року Заболотне входило до складу Крижопільського району Вінницької області та було центром Заболотненської сільської ради. За даними на 2024 рік, населення села становило 672 жителі.
Село Чоботарка було відоме із середини XVIII століття; у Речі Посполитій належало до Брацлавського воєводства. Після другого поділу Речі Посполитої та анексії Поділля і Брацлавщини Російською імперією, в 1793—1804 роках Чоботарка належала до Балтського повіту, а з 1804 року ввійшла до Ольгопільського повіту Подільської губернії. В Українській РСР село входило до Крижопільського району в складі Тульчинської округи та Вінницької області. Під час Другої світової війни село було включено до румунської зони окупації з тимчасовою румунською цивільною управою — губернаторства Трансністрія.

## Географія
Станом на 2024 рік село займало площу 1,8 км² (180 га). Село Заболотне розташоване за 116 км від обласного центру та за 37 км від районного центру. Фізична відстань до адміністративного центру селищної громади становить 7 км і частково збігається з автошляхом територіального значення Т 0202. У селі бере початок безіменна річка, ліва притока Бережанки. В околицях села розташоване заповідне урочище Соколівська дача.
За описом у виданні «Парафії та церкви Подільської єпархії» (1901), село розташовувалося на рівнинній місцевості, з невеликими ярами в місцях, де утворювалися два невеликі ставки. Кліматичні умови місцевості характеризувалися як сприятливі для здоров'я, село — таке, що потопало в садах, ґрунт — чорноземний та родючий.

## Назва
Село отримало нинішню назву Заболотне в 1929 році на честь українського мікробіолога Данила Заболотного, який народився в ньому в 1866 році. У селі зберігся будинок, де народився вчений, діє меморіальний музей.
До 1929 року село мало назву Чоботарка. Назва Чоботарка, за народними переказами, походить від чоботаря, що був серед перших поселенців на території сучасного села в XVII столітті.

## Адміністративна належність
У результаті адміністративно-територіальної реформи в Україні у 2020 році Заболотне увійшло до Крижопільської селищної громади в складі Тульчинського району Вінницької області. У 2021 році в межах Крижопільської селищної громади було створено Заболотненський старостинський округ із центром у селі Заболотне.

### Історичні дані
- У Речі Посполитій XVIII століття Чоботарка входила до складу Брацлавського воєводства.
- У Російській імперії Чоботарка в 1793—1804 роках належала до Балтського повіту, а з 1804 року ввійшла до Ольгопільського повіту Подільської губернії[7]. В Ольгопільському повіті станом на 1885 рік належала до Тернавської волості[10]; станом на 1893 рік була центром Чоботарської волості[11].
- 7 (20) листопада 1917 року, відповідно до Третього Універсалу Української Центральної Ради, увійшло до складу Української Народної Республіки[12].
- В Українській СРР Чоботарка увійшла до Крижопільського району, створеного в 1923 році при встановленні нового адміністративно-територіального поділу Поділля[13]. Крижопільський район з 1923 до 1930 року входив до Тульчинської округи[14], у червні 1930 року був приєднаний до Вінницької округи[15], у вересні переведений у пряме підпорядкування Української СРР[16] та з 1932 року включений до складу новоствореної Вінницької області[17].
- Під час румунської окупації (1941—1944) Заболотне в складі Крижопільського району (Raionul Crijopol) було віднесено до Жугастрівського повіту (Județul Jugastru) губернаторства Трансністрія[18], що знаходилося під тимчасовою румунською цивільною управою.
- Станом на 1946 рік та в подальший період до 2020 року Заболотне залишалось у складі Крижопільського району Вінницької області. Село було центром Заболотненської сільської ради[19].

## Історія

### Рання історія
За народними переказами, ще в XVII столітті на території сучасного села, яка тоді була вкрита густим лісом, оселялися біглі селяни. Уперше в письмових джерелах село згадується 1756 року, коли воно належало польським поміщикам Бжозовським. У цьому році в Чоботарці було збудовано церкву; вона була трикупольна та мала окрему дзвіницю, була зведена коштом поміщика.
В 1770-х роках поміщики для освоєння нових земель переселили частину селян із Чоботарки до Старо-Сабатинівки (нині Сабатинівка), а в 1820 році — до Крижоліна (Крижовлина).

### У складі Російської імперії
Після другого поділу Речі Посполитої та анексії Поділля і Брацлавщини Російською імперією, в 1793—1804 роках Чоботарка належала до Балтського повіту, а з 1804 року ввійшла до Ольгопільського повіту Подільської губернії.

#### XIX століття
У 1847 році панщину виконували 5 парних тяглових, 129 тяглових і 13 безкінних селянських господарств. Завдяки близькості чорноморських портів поміщики продавали пшеницю на експорт. У 1859 році в Чоботарці мешкало 1387 кріпаків, було 155 дворів.
Після ухвалення селянської реформи 1861 року, селяни Чоботарки та інших сіл 10 квітня 1861 року припинили роботу в поміщика Зенона Бжозовського й великою групою вирушили до містечка Жабокрича. Для придушення виступу були викликані солдати 1-го батальйону Мінського й 3-го батальйону Єлецького полків. Чотирьох керівників заворушення ув'язнили, серед них ватажка чоботарських селян Ф. Жванецького.
Станом на 1865 рік селяни Чоботарки орендували 109 десятин поміщицької землі. Заможніші селяни купували землю в поміщика та вирощували технічні культури, зокрема цукрові буряки, будували млини та олійні. Худобу продавали в Жабокричі; хліб, фрукти, тютюн та мед возили до Одеси. Бідніші селяни працювали на будівництві залізниці Київ — Одеса (Києво-Балтської залізниці) та цукрового заводу в Соколівці.
У 1881 році коштом парафіян було збудовано новий храм, в ім'я святителя Христового Миколая. Цей храм був кам'яний, п'ятикупольний, з двоярусним іконостасом; стару дерев'яну церкву в 1887 році було перенесено на цвинтар.
Також у 1881 році в селі відкрили однокласну школу (міністерське однокласне училище), де був один вчитель і навчалися тільки хлопчики. У 1897 році в парафії Чоботарки було відкрито школу грамоти для дівчаток.
За даними на 1885 рік у Чоботарці було два питних доми.
- Зенон Бжозовський (на 1861 рік)
- Карл Бжозовський (на 1898 та 1905 роки)

Станом на 1893 рік Чоботарка була місцеперебуванням волосного правління Чоботарської волості. На 1898 рік власником Чоботарки був Карл Бжозовський, який жив у Соколівці; маєток Чоботарки знаходився в оренді у Франца Бартошинського. Загальна площа маєтку становила 391 десятину, з яких 7 десятин були садибними землями, 370 десятин — орними, 8 десятин — вигонними та 6 десятин — незручними.

#### Початок XX століття
На початку XX століття в Чоботарці налічувалось 412 домогосподарств і 1940 мешканців. У власності селян було 13 вітряків та 3 олійниці. Багато селян працювало на бурякових плантаціях власника Соколівської цукроварні, якому належало 595 десятин землі в Чоботарці. За даними на 1901 рік, населення Чоботарки перевищувало 2000 людей; головним заняттям мешканців було землеробство та деякі займалися візництвом та відхожими промислами.
Станом на 1905 рік Чоботарка залишалась у власності Карла Бжозовського та продовжувала бути адміністративним центром Чоботарської волості. Під час революційних подій 1905 року в Чоботарці відбулося кілька значних селянських виступів, зокрема:
- 28 червня 1905 року група з понад 50 селян, озброєних кілками, вирушила до економії поміщика, розігнала панську сторожу та разом із наймитами економії зажадала підвищення оплати праці із 75 копійок до 1 рубля на день. Адміністрація змушена була погодитися на ці вимоги. Селяни погрожували також зібрати самовільно поміщицький хліб і розгромити економію[25].
- 23 листопада 1905 року понад 60 селян виступили проти поміщицького загону озброєних лісників, які затримували селянську худобу в поміщицькому лісі та накладали штрафи. Вночі селяни напали на сторожку лісника, підпалили хліви та зрубали 50 дерев, які потім забрали додому; через два дні вони знову повернулися до лісу, де під час перестрілки з лісниками одного охоронця було вбито, двох поранено. Для придушення виступу повітовий справник просив надіслати в його розпорядження «два ескадрони драгунів або 200 козаків». 10 чоботарських селян було заарештовано в поміщицькому лісі[28].

З квітня до листопада 1906 року в Чоботарці тривали виступи селян із вимогами розподілу поміщицької землі, багато учасників яких були піддані суду. У липні 1907 року в Чоботарці поширювалися звернення до селян із закликами вимагати в поміщиків збільшення плати за працю і скорочення робочого дня. До 1914 року понад 20 родин селян виїхали до Америки.
У 1907 році в селі було відкрито нижчу ремісничу школу, що згодом отримала назву Чоботарська нижча сільськогосподарська реміснича школа імені М. С. Іванини, на честь Максима Іванини, заможного селянина Чоботарки, одного з ініціаторів створення та меценатів школи. У 1909—1911 роках для школи було збудовано окрему будівлю. На момент відкриття школа мала два відділення — столярне та слюсарне, із чотирма класами підготовки; з 1911 року було відкрито третє відділення — сільськогосподарське. У 1912—1914 роках у цій школі навчався Яків Качура, майбутній письменник.

### Визвольні змагання
Див. також: Крижопіль § Визвольні змагання та Бої за станцію Крижопіль (1920)
У січні 1918 року до Чоботарки прибули солдати 29-го корпусу. У селі було встановлено радянську владу, створено волревком (волосний революційний комітет), конфісковано та розподілено 600 десятин поміщицької землі. У березні 1918 року Чоботарку зайняли австро-угорські війська, що увійшли на Поділля на запрошення уряду УНР. У листопаді 1918 року після відходу австро-угорських військ та антигетьманського повстання влада перейшла до Директорії УНР. У березні 1919 року в Чоботарці знов було встановлено радянську владу.
Влітку 1919 року під Чоботаркою велися бої. Частини Червоної армії (РСЧА) під командуванням Йони Якіра пробивалися на північ районами, що були зайняті Армією УНР та Збройними силами Півдня Росії. У серпні було відновлено владу Директорії УНР. У вересні підрозділи 45-ї дивізії РСЧА прорвалися через село Чоботарку на станцію Вапнярку. У цій операції брала участь бригада Григорія Котовського. На початку 1920 року село знову зайняла РСЧА. У Чоботарці відбувся волосний з'їзд рад. 25 квітня спільне військо Польщі та України почало наступ на Поділля, та в червні 1920 року польсько-українські сили відступили внаслідок наступу 41-ї дивізії 14-ї армії РСЧА.

### У складі СРСР

#### Перший радянський період

##### 1920-ті
У 1920 році на Поділлі затвердилася радянська влада, втім, радянські працівники продовжували зустрічати опір із боку збройних формувань («банд»), що діяли в Ольгопільському повіті. У 1920 році було вбито військкома лісорозробки Кержнера. У січні 1921 року в Чоботарці було засновано партійний осередок, тоді ж сформовано комітет незаможних селян (КНС). Влітку 1921 року в селі створили волревком, ревтрійку, а також частину особливого призначення (ЧОП), що пояснювалось «активізацією куркульського бандитизму» (повстанським рухом). Активність «банд» була однією з причин переїзду окремих волосних установ із Чоботарки до Крижополя; зокрема, восени 1921 року в Крижополі розмістився волкомнезам (волосний комітет незаможних селян). 21 листопада 1921 року в Чоботарці відбувся з'їзд рад Чоботарської волості за участю делегатів із Крижополя, Жабокрича, Голубечого та інших сіл волості.
В 1922 році на базі сільськогосподарського ремісничого училища в Чоботарці було відкрито агротехнічну школу імені К. Лібкнехта. Навесні наступного року сільська земельна комісія виділила агрошколі 33 гектари землі, а влітку КНС передав школі садиби попа й дяка, будинок волосного правління та інші будови. У ній працювали 14 викладачів. Учні й викладачі агрошколи виготовляли обладнання для маслоробок і млинів, допомагали ремонтувати сільськогосподарський реманент. У 1922 році в школі виник комсомольський осередок. З кінця 1922 року на території школи розмістився штаб 17-го кавалерійського полку 3-ї Бессарабської дивізії.

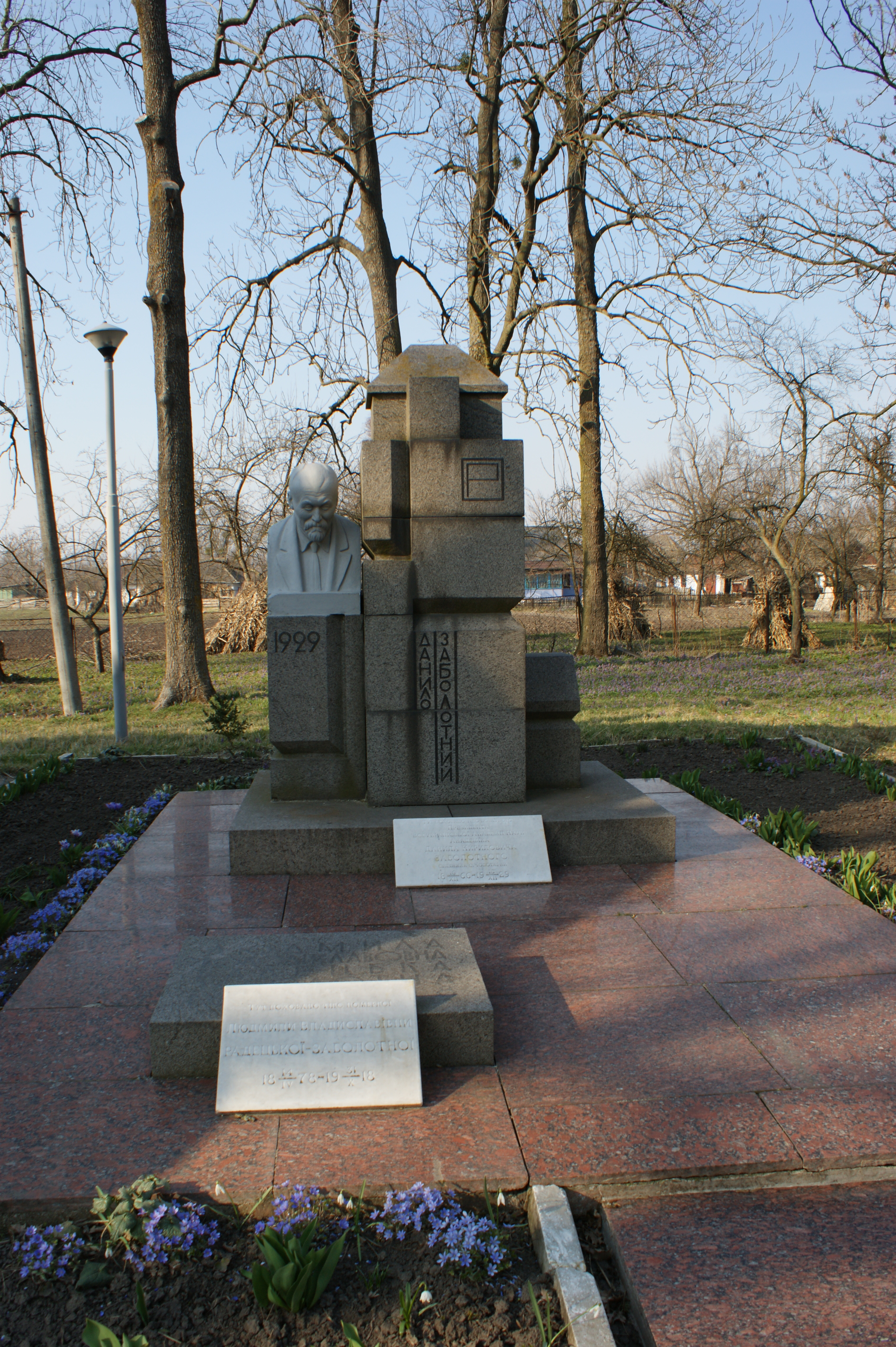
Могила Данила Заболотного

Станом на 1922 рік у Чоботарці було 603 селянських господарства, на які припадало 344 голови робочої худоби та 350 одиниць сільськогосподарського інвентарю. Після запровадження непу заможніші селяни відкривали олійні, млини тощо. З метою боротьби з «куркулями» в Чоботарці в 1922 році було виключено 49 членів із КНС. У 1923 році у зв'язку з утворенням районів Чоботарка увійшла до складу Крижопільського району. У 1924 році в гуртках художньої самодіяльності сельбуду брало участь 113 людей. У 1926 році в Чоботарці було 110 членів товариства споживчої кооперації, також виникло виробниче бурякове товариство.
Навесні 1929 року було створено колгосп «Червона нива», до якого спочатку увійшло 17 господарств та який мав 50 гектарів землі та 22 коней. Тоді ж було створено ще один колгосп «Перше квітня». 15 грудня 1929 року помер уродженець села, президент Всеукраїнської академії наук Данило Заболотний, якого поховали в рідному селі згідно з його заповітом. На поширеному пленумі сільради було затверджено пропозицію про перейменування села Чоботарки на Заболотне та про створення в селі хати-науки з краєзнавчим музеєм і амбулаторією.

##### 1930-ті
За радянськими даними, в 1929—1930 роках посилилася протидія з боку «куркулів», які не підтримували колективізацію, та знищували хліб, худобу й реманент, проводили агітацію серед селян проти колгоспів та вдавалися до «терористичних актів». Як стверджувалось у радянських джерелах, сільські активісти одержували записки з погрозами, у них стріляли з обрізів. Так в 1931 році було вбито комсомолку, студентку технікуму механізації сільського господарства Любу Горлату.
У 1932—1933 роках жителі Заболотного зазнали організованого радянською владою Голодомору. За спогадами, під час Голодомору деякі жителі села пішки ходили в Молдавію, де, зокрема, міняли ладанки на крупу.
З 1932 року в Заболотному почали використовуватися перші радянські трактори; в 1935—1936 роках для колгоспу було придбано різну техніку та сільськогосподарський реманент, три автомашини, збудовано цегельний і черепичний заводи, зерносховища та нові тваринницькі приміщення.
У передвоєнні роки в Заболотному працювали клуб, три бібліотеки, хата-читальня, меморіальний музей Д. К. Заболотного. У 1936 році в селі відкрили середню школу та збудували лікарню. З 1939 року на базі лікарні відкрили дитячий санаторій на 60 ліжок. У 1940 році на базі навчально-тракторного комбінату створили також ремісниче училище, яке готувало кадри для сільського господарства.

#### Друга світова війна
Під час Другої світової війни, з 22 липня 1941 року, Заболотне було окуповане румунськими військами (гірським корпусом 3-ї румунської армії) та згодом включене в губернаторство Трансністрія, що знаходилося під тимчасовою румунською цивільною управою. У Заболотному 17, 25 і 26 січня 1944 року зупинялося Вінницьке партизанське з'єднання ім. В. І. Леніна. 16 березня (за іншими даними — 17 березня) 1944 року Заболотне було зайняте радянськими військами (303-ю стрілецькою дивізією 73-го стрілецького корпусу 52-ї армії 2-го Українського фронту).
За радянськими зведеннями, за час румунської окупації села було знищено багато громадських будівель, пограбовано магазини, школу, санаторій, технікум; окупантами вивезені трактори, 14 жаток, 25 сівалок, 15 культиваторів, зруйновані цегельний і черепичний заводи. За спогадами, під час румунської окупації в селі був установлений хрест на пам'ять загиблим від Голодомору 1932—1933 років, який був знятий після повернення радянської влади.

#### Другий радянський період
В 1952 році колгоспники зібрали по 19,3 центнера зернових і 222 центнери цукрових буряків із гектара. Колгосп мав понад 300 корів, на свинофермі відгодовували 350 свиней. У 1958 році колгоспники виростили більш як 300 центнерів цукрових буряків із гектара, одержали по 106,7 центнера м'яса на 100 гектарів сільськогосподарських угідь. У 1958 році колгосп придбав у Крижопільської машинно-тракторної станції 10 тракторів, 2 зернові комбайни та іншу техніку.
У 1961—1962 роки з ініціативи сільради та правління колгоспу було перебудовано місцеву школу методом народної будови. У 1965 році в Заболотному було встановлено пам'ятник 162 воїнам — односельчанам, загиблим на фронтах війни. За 1965 рік колгосп виробив по 515 центнерів молока на 100 гектарів сільськогосподарських угідь та зібрав по 332 центнери цукрових буряків із гектара. В 1970 році в артілі було 16 тракторів, 12 комбайнів, 10 автомашин.

### У складі незалежної України
З початком повномасштабного російського вторгнення в Україну 24 лютого 2022 року дитячий санаторій у Заболотному був перепрофільований для розміщення внутрішньо переміщених осіб. На початку вторгнення в санаторій було заселено 105 переселенців; станом на кінець травня 2022 року — 65 людей, зокрема 17 дітей із Київської, Харківської, Донецької та Луганської областей.

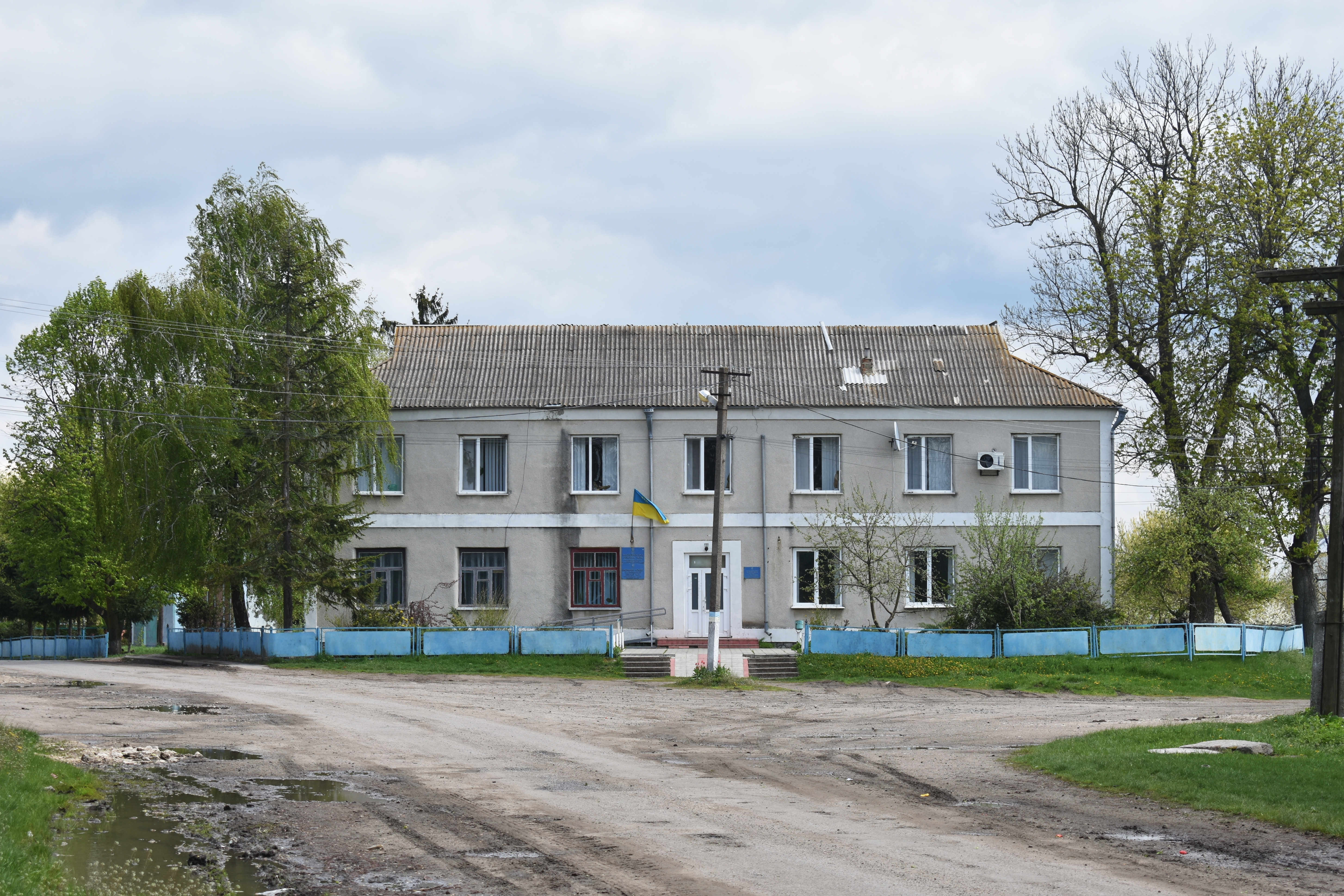
Колишня сільрада
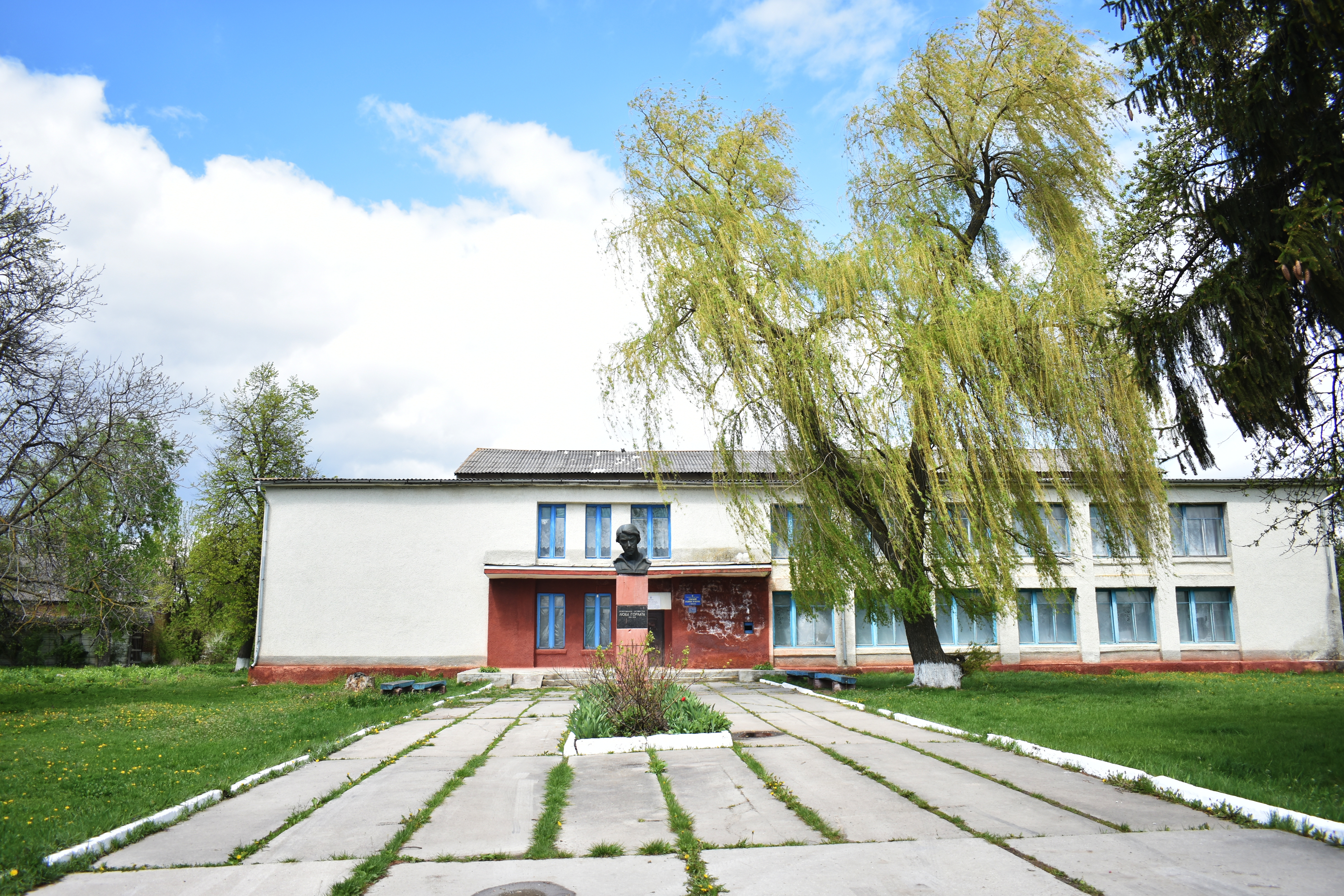
Будинок культури
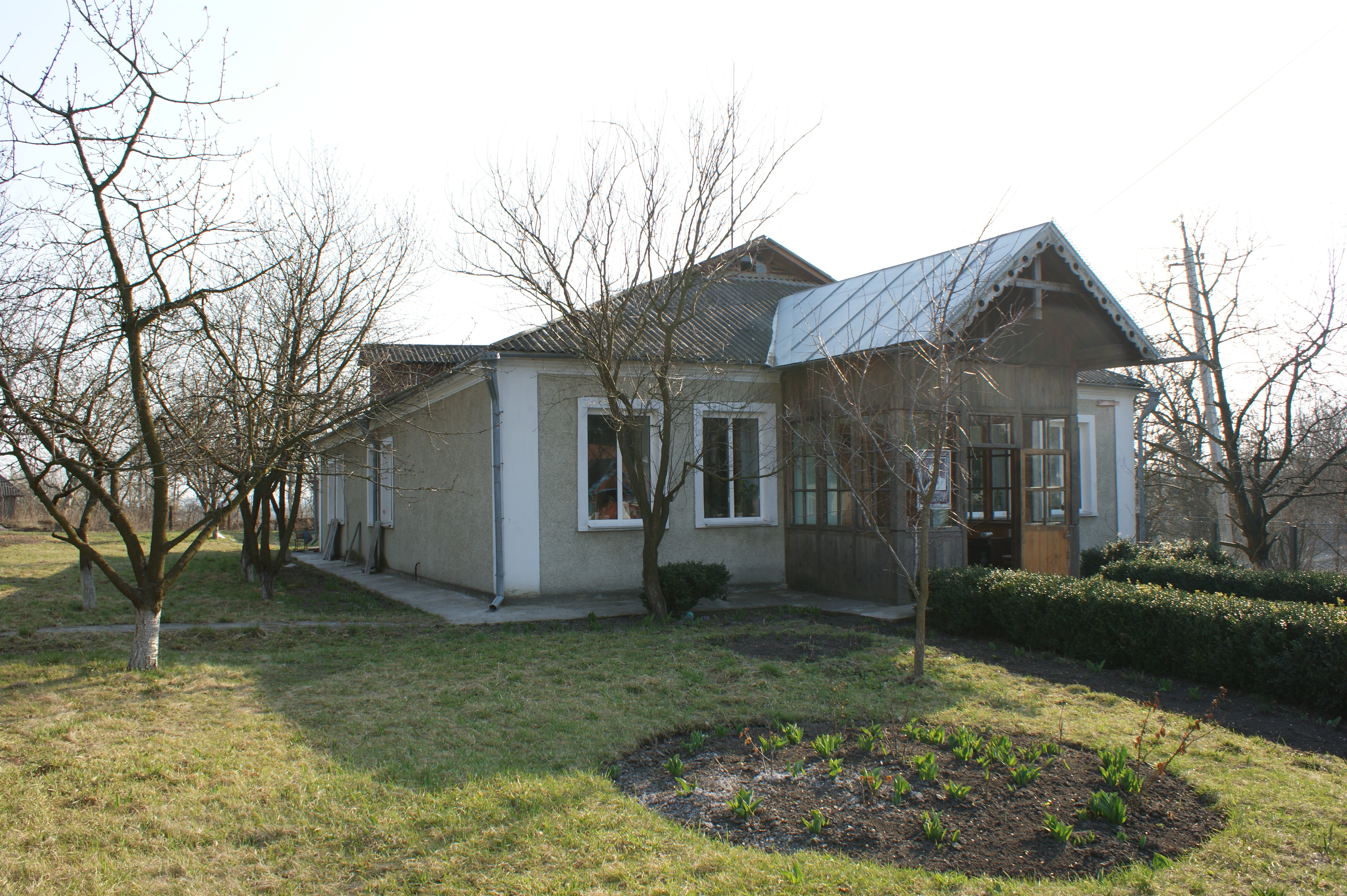
Експозиційний будинок музею-садиби Д. К. Заболотного

## Церква

### Храм
Перша церква в парафії була збудована коштом поміщика в 1756 році. Вона була трикупольна та мала окрему дзвіницю. У 1881 році коштом парафіян було збудовано новий храм, в ім'я святителя Христового Миколая. Цей храм був кам'яний, п'ятикупольний, з двоярусним іконостасом. Будівництво храму коштувало 55 тисяч рублів.
Стара трикупольна церква (зведена в 1756 році) в 1887 році була перенесена на парафіяльний цвинтар і освячена на честь Пресвятої Трійці, а її погост увійшов до садиби місцевого причту; вівтарна частина церкви була обведена кам'яною огорожею, і на місці престолу поставлено кам'яний хрест на кам'яному п'єдесталі.
За спогадами, у радянський період будівлю церкви (зведену в 1881 році) підірвали динамітом, що вдалося зробити з другої спроби; на її місці побудували клуб та сільраду. У 1992—2006 роках у Заболотному було зведено новий Свято-Миколаївський храм коштом Олексія Порошенка та його родини.

### Парафія
Зі священнослужителів парафії у XIX столітті відомий протоієрей Петро Ільїнський, який священствував у цьому приході 40 років; за нього було збудовано кам'яну церкву та перенесено стару дерев'яну церкву на цвинтар. За даними на 1901 рік, церковні землі парафії включали садибу з погостом — 1 десятина 1552 сажнів, орну землю в 3 сівозміни — 40 десятин 610 сажнів та сінокісну землю — 6 десятин 855 сажнів.

## Населення

### Чисельність
- За даними на 1885 рік, у Чоботарці було 153 двори та 1609 жителів[10].
- За даними на 1893 рік, у Чоботарці було 334 дворів та 1829 жителів[11].
- За переписом 1897 року в Чоботарці було 1973 жителі[55].
- За даними на 1901 рік, у Чоботарці було понад 2000 жителів (2078 православних жителів та декілька євреїв)[20].
- За даними на 1905 рік, у Чоботарці було 412 двори та 1990 жителів[27].
- За даними на 1925 рік, у Чоботарці було 580 господарств та 2065 жителів[56].
- За даними на 1972 рік, у Заболотному було 1980 жителів[7].
- За переписом 1989 року постійне населення Заболотного становило 1639 жителів. Наявне населення становило 1598 жителів[57].
- За переписом 2001 року постійне населення Заболотного становило 1397 жителів. Наявне населення становило 1446 жителів[58][59].
- За даними на 1 січня 2024 року, населення Заболотного становило 672 жителі[1].

|         | 1885 рік | 1893 рік | 1897 рік | 1901 рік | 1905 рік | 1925 рік | 1972 рік | 1989 рік | 2001 рік | 2024 рік |
| ------- | -------- | -------- | -------- | -------- | -------- | -------- | -------- | -------- | -------- | -------- |
| Жителів | 1609     | 1829     | 1973     | > 2078   | 1990     | 2065     | 1980     | 1639     | 1397     | 672      |
| Дворів  | 153      | 334      | —        | —        | 412      | 580      | —        | —        | —        | —        |

### За статтю та віком
- За переписом 1897 року в Чоботарці серед 1973 жителів було 971 чоловік (49,21 %) та 1002 жінки (50,79 %)[55].
- За переписом 1989 року в Заболотному серед 1639 жителів постійного населення було 680 чоловіків (41,48 %) та 959 жінок (58,51 %). Серед 1598 жителів наявного населення було 660 чоловіків (41,30 %) та 938 жінок (58,7 %)[57].
- За даними на 2024 рік, у Заболотному серед 672 жителів було зареєстровано 274 чоловіки (40,77 %; з них 29 чоловіків 18—26 років та 178 чоловіків 27—59 років), 301 жінка (44,79 %), 58 дітей до 14 років (8,63 %) і 39 дітей 14—17 років (5,8 %)[1].

| Зареєстровано всього | Чоловіків | Чоловіків | Чоловіків | Чоловіків | Жінок | Жінок | Дітей до 14 років | Дітей до 14 років | Дітей 14—17 років | Дітей 14—17 років |
| Зареєстровано всього | Всього    | %         | 18—26     | 27—59     | осіб  | %     | осіб              | %                 | осіб              | %                 |
| -------------------- | --------- | --------- | --------- | --------- | ----- | ----- | ----------------- | ----------------- | ----------------- | ----------------- |
| 672                  | 274       | 41        | 29        | 178       | 301   | 45    | 58                | 9                 | 39                | 6                 |

### За мовою
- За переписом 2001 року в Заболотному серед 1397 жителів постійного населення 1375 людей (98,43 %) вказали рідною мовою українську, 19 людей (1,36 %) — російську, 2 людини (0,14 %) — молдовську, 1 людина (0,07 %) — білоруську[58][60].

| Мова       | Кількість | Відсоток |
| ---------- | --------- | -------- |
| українська | 1375      | 98,43 %  |
| російська  | 19        | 1,36 %   |
| молдовська | 2         | 0,14 %   |
| білоруська | 1         | 0,07 %   |
| Усього     | 1397      | 100 %    |

### За релігією
- За переписом 1897 року в Чоботарці серед 1973 жителів було 1960 православних (99,34 %)[55].
- За даними на 1901 рік, у Чоботарці було 2078 православних жителів, також було кілька євреїв[20].

## Економіка
Станом на 2024 рік у селі Заболотне було зареєстровано 3 фермерських господарства і 5 торговельних магазинів.

## Транспорт
Через Заболотне проходять три автомобільні дороги загального користування місцевого значення Вінницької області:
- О022003 Савинці — Вільшанка — Велика Кісниця;
- С020919 /Вапнярка — Крижопіль — КПП Загнитків/ — Заболотне;
- С020920 Заболотне — Шарапанівка.

На відстані 4,5 км від села Заболотне розташовано залізничний пасажирський зупинний пункт «Заболотне», що знаходиться між станцією Крижопіль (10 км) і зупинним пунктом Княжеве (2 км). Найближча залізнична станція — Крижопіль (за 7 км).

## Соціальна сфера

### Освіта
Станом на 2024 рік у Заболотному діяли:
- Заболотненський заклад дошкільної освіти (дитячий садок) с. Заболотне (17 дітей)[64];
- Заболотненська філія ліцею № 2 селища Крижопіль Крижопільської селищної ради (64 учні)[65];
- Заболотненське вище професійне училище № 31 ім. Д. К. Заболотного[66].

### Медицина
Станом на 2021 рік у Заболотному діяв фельдшерсько-акушерський пункт, що входив до структури Крижопільської амбулаторії загальної практики—сімейної медицини в складі Крижопільського центру первинної медико-санітарної допомоги. Також у селі знаходиться комунальне некомерційне підприємство «Заболотненський дитячий психоневрологічний санаторій ім. Д. К. Заболотного» Вінницької обласної ради. З початку повномасштабного російського вторгнення в Україну 24 лютого 2022 року санаторій припинив свою медичну діяльність і був перепрофільований для розміщення внутрішньо переміщених осіб.

## Пам'ятки

### Пам'ятки історії
- Могила мікробіолога й епідеміолога академіка АН УРСР Д. К. Заболотного (1929 рік) — об'єкт культурної спадщини національного значення, пам'ятка історії[68].
- Музей-садиба Д. К. Заболотного (будівля XIX століття, меморіальна дошка — 1929 рік) — пам'ятка історії місцевого значення Вінницької області[51]. З 1985 року музей входить до структури Інституту мікробіології і вірусології імені Д. К. Заболотного НАН України[69].
- Пам'ятник 162 воїнам — односельчанам, загиблим на фронтах ВВВ (Другої світової війни) (1965 рік) — пам'ятка історії місцевого значення Вінницької області; скульптор — Б. Астаулов (місто Київ), матеріал — склобетон та цегла[51].

### Пам'ятки монументального мистецтва
- Пам'ятник Д. К. Заболотному (1965 рік) — пам'ятка монументального мистецтва місцевого значення Вінницької області; автор скульптури — Г. Я. Хусід (місто Київ), матеріал — бронза та цегла[70].
- Пам'ятник комсомолці Л. Горлатій (1966 рік) — пам'ятка монументального мистецтва місцевого значення Вінницької області; автор — Г. Астаулов (місто Київ), матеріал — бронза та камінь[70].

Музей-садиба Д. К. Заболотного
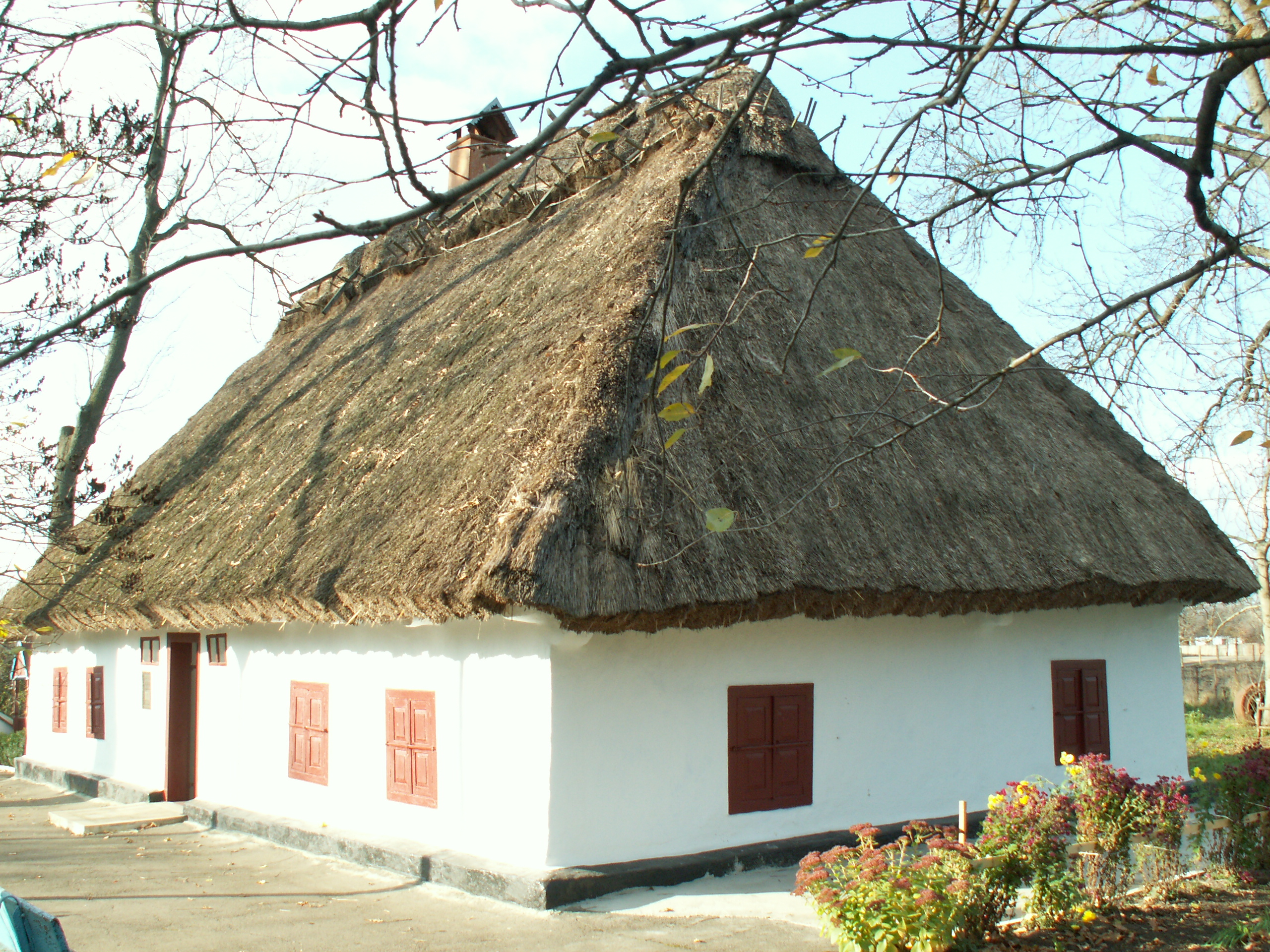
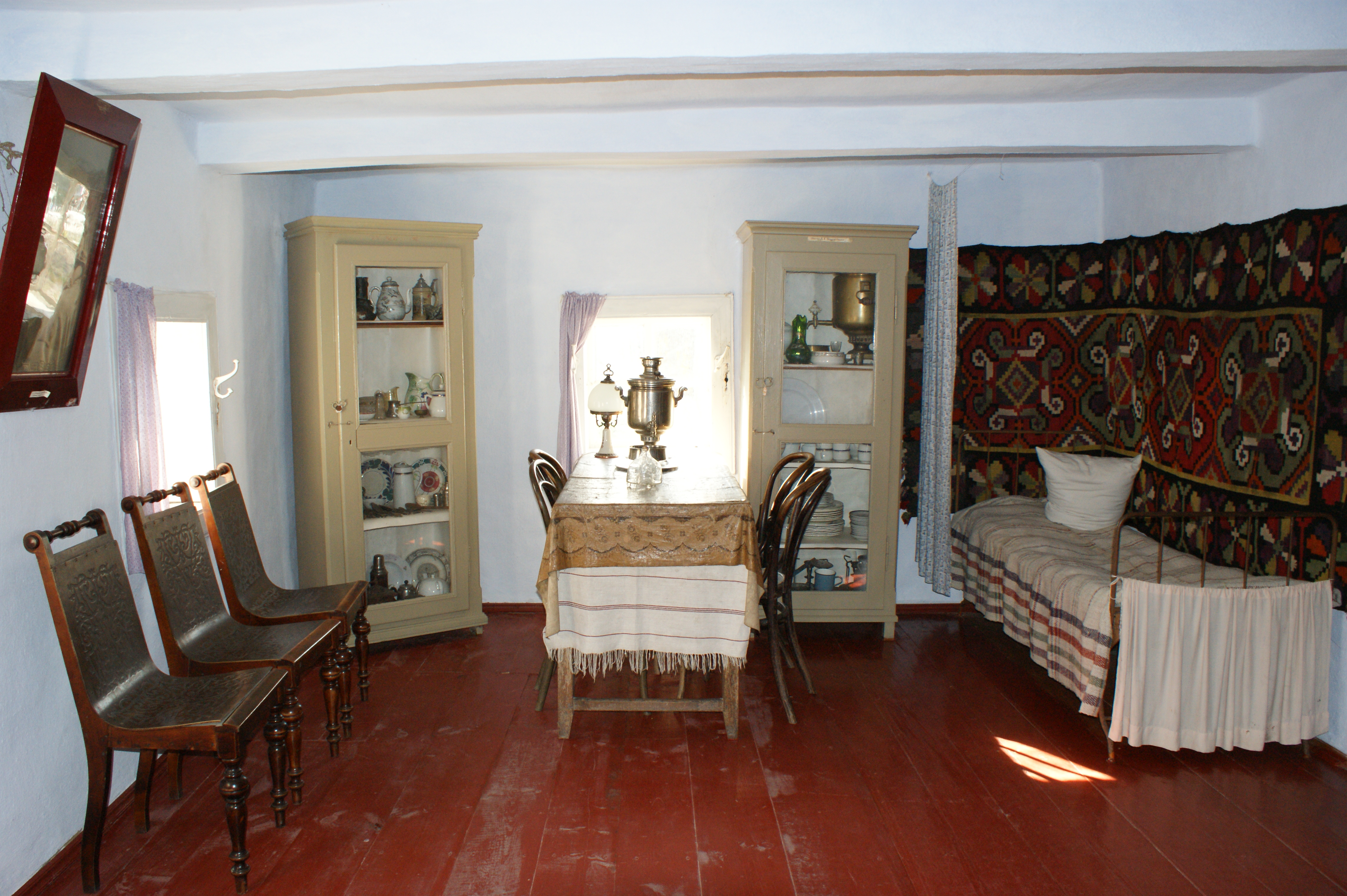
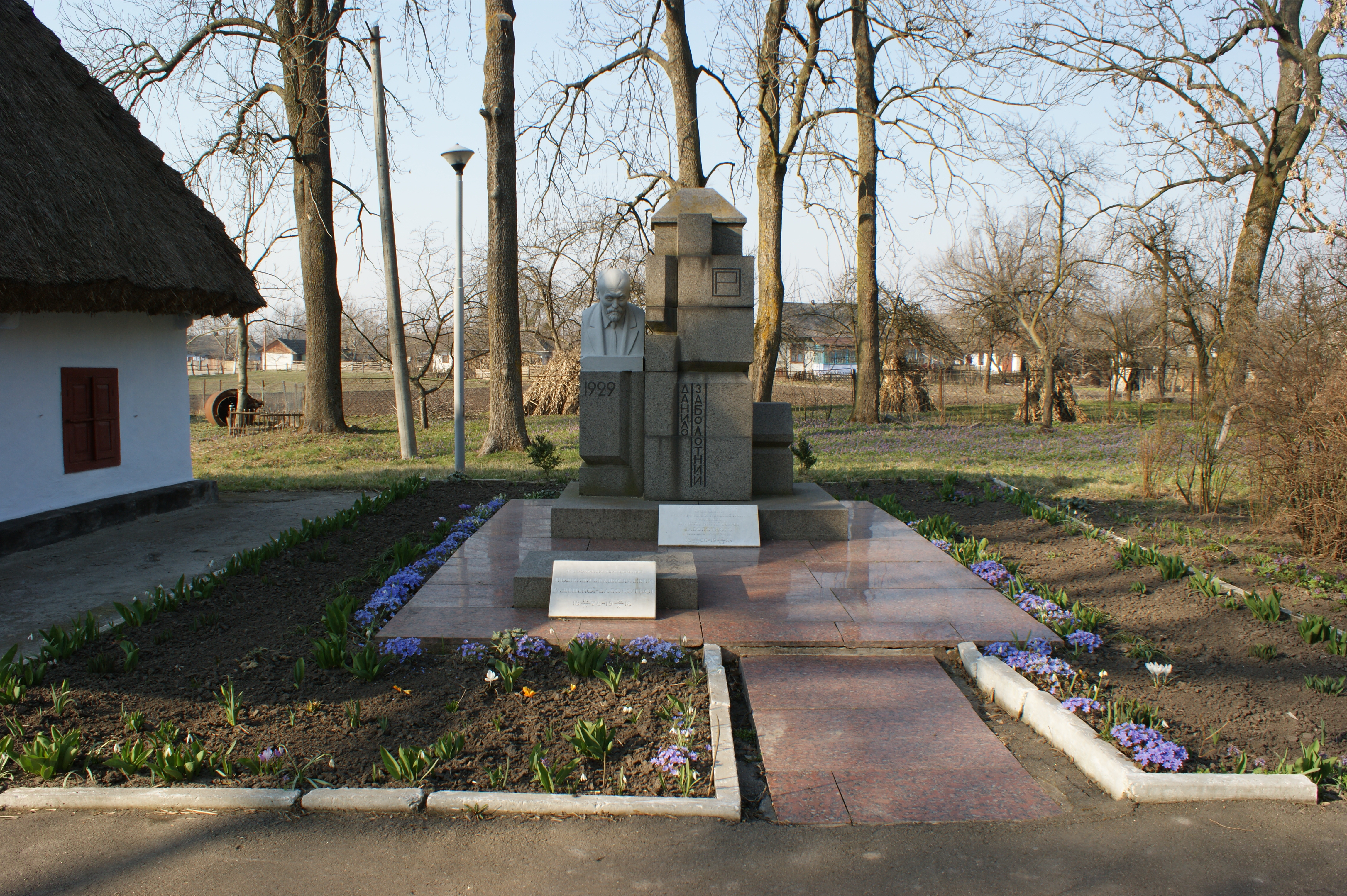

## Фестивалі
16 листопада 2024 року в селі відбувся I Благодійний культурно-мистецький фестиваль на підтримку Збройних cил України «Каша FEST»:

Фестиваль «Каша FEST» 16 листопада 2024 року
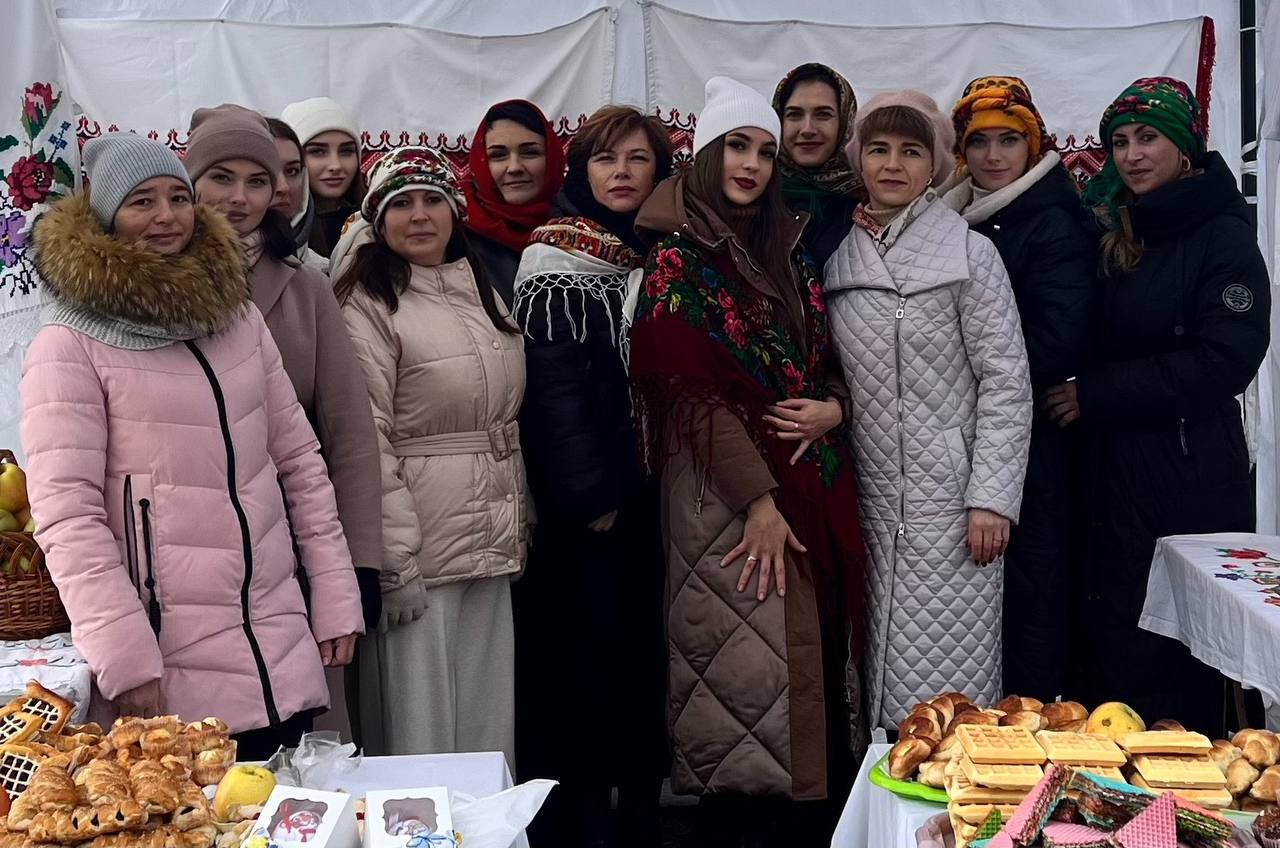
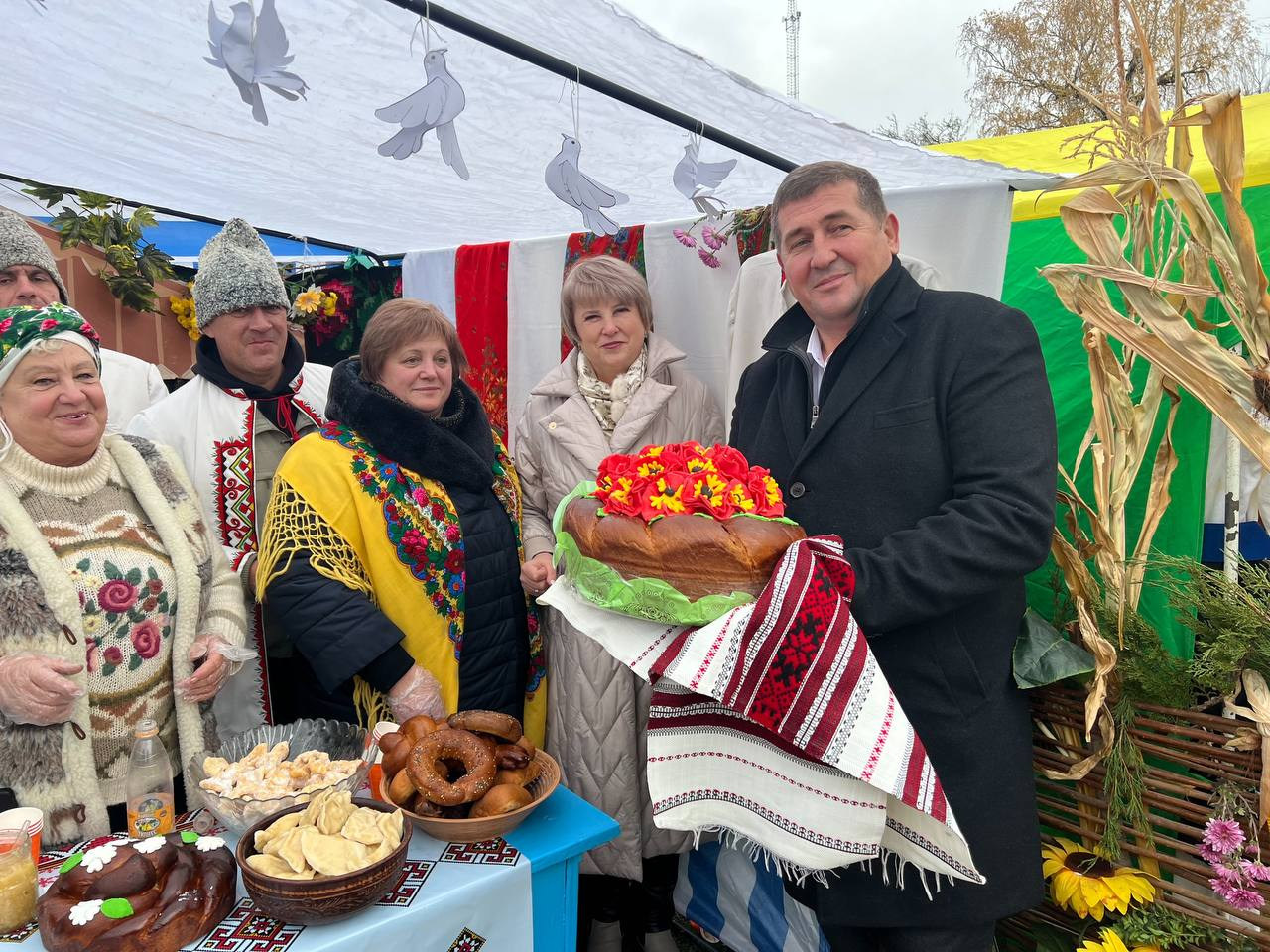
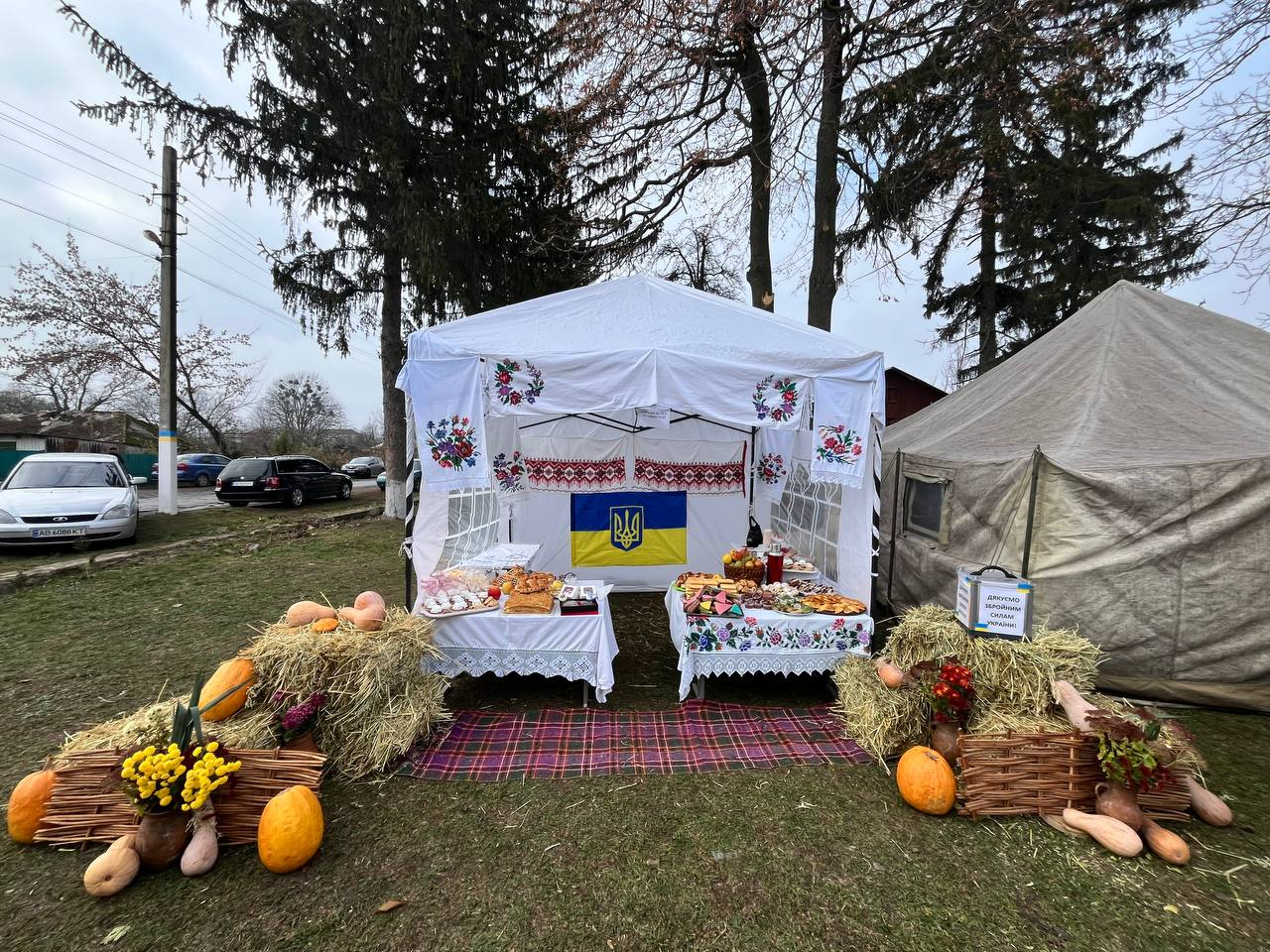

## Відомі люди
- Заболотний Данило Кирилович (1866—1929) — мікробіолог, епідеміолог, президент Всеукраїнської академії наук, засновник Інституту мікробіології та епідеміології в Києві.
- Заболотний Іван Кирилович (1868—1912) — брат Данила Заболотного, волонтер Другої англо-бурської війни, депутат першої Державної думи Російської імперії.
- Рябий Микола Олександрович (1936—2021) — письменник, прозаїк, публіцист, перекладач, член Національної спілки письменників України та Національної спілки журналістів України.
- Гринчик-Струтинська Наталія Іванівна (нар. 1959) — поетеса, педагог, член Національної спілки письменників України.

### Військовослужбовці, які загинули під час російсько-української війни
- Запухляк Микола Васильович (1989—2016) — солдат, снайпер 1-го мотопіхотного відділення 1-го мотопіхотного взводу 1-го мотопіхотної роти 4-го окремого мотопіхотного батальйону «Закарпаття» (пп В0124) 128-ї окремої гірсько-піхотної бригади. Народився в селі Новогригорівка Великоолександрівського району Херсонської області. У 1990 році сім'я переїхала до села Заболотне. Помер 2 січня 2016 року в пункті постійної дислокації військової частини в місті Мукачево через серцевий напад[72][73].
- Пустовіт Олександр Васильович (1977—2023) — старший солдат, механік-водій 3-го механізованого відділення 2-го механізованого взводу 2-го механізованої роти 57-ї окремої мотопіхотної бригади. Житель села Заболотне. Загинув 18 січня 2023 року під час виконання бойового завдання в південно-східному регіоні міста Бахмут Донецької області[72][74].
- Тимошенко Андрій Валерійович (1977—2024) — старший солдат, навідник 1-го механізованого відділення 3-го механізованого взводу механізованої роти 11-го окремого мотопіхотного батальйону (в/ч А2980) 59-ї окремої мотопіхотної бригади. У 2022 році переїхав до Заболотного з Херсону разом із родиною. Загинув 4 лютого 2024 року під час виконання бойового завдання поблизу села Карлівка Покровського району Донецької області внаслідок застосування противником дрону-камікадзе[72][75].
- Тимченко Олександр Сергійович (1995—2024) — солдат, стрілець відділення стрілецького взводу стрілецької роти стрілецького батальйону 59-ї окремої мотопіхотної бригади (в/ч А1619). Житель села Заболотне. Загинув 28 лютого 2024 року під час виконання бойового завдання поблизу населеного пункту Красногорівка Донецької області[72][76].